# Chanu
Chanu est une commune française, située dans le département de l'Orne en région Normandie, peuplée de 1 248 habitants.

## Géographie
La commune est en Bocage flérien. L'atlas de paysages de la Basse-Normandie la classe au cœur de l'unité des hauts pays de l’Ouest ornais et du Mortainais qu'il caractérise par « un  paysage  rude,  marqué  par  un  relief  complexe modelé par les cours d’eau qui en divergent comme d’un château d’eau ». Son bourg est à 6,5 km au sud-est de Tinchebray, à 9 km à l'ouest de Flers et à 17 km au nord de Domfront.
Le bourg de Chanu est traversé par trois routes départementales. La D 54 permet de rejoindre Domfront au sud et la route Flers - Tinchebray au nord, tout comme la D 257 qui rejoint cette route à Landisacq. La D 229 rejoint Flers à l'est et permet de rejoindre la route Tinchebray - Domfront à l'ouest. Tinchebray peut être plus directement atteint par la D 225 qui se prolonge au sud-ouest pour aller vers la route Flers - Domfront et, au-delà, La Ferrière-aux-Étangs. Enfin, la D 809 part de Chanu qu'elle relie à Larchamp au sud.
Le territoire communal est à cheval sur la ligne de partage des eaux de l'Orne et de la Loire. Les ruisseaux du Sud et de l'Ouest de la commune confluent au sud pour créer la Halouze qui court se joindre à la Varenne. Les eaux du nord du territoire alimentent la retenue d'eau créée sur la Visance, qui sépare Chanu de Landisacq, celles de l'ouest rejoignant le Hariel en dehors du territoire communal, ces deux rivières étant des affluents de la Vère, qui rejoint l'Orne par les eaux du Noireau.
Le point culminant (321 m) se situe en limite ouest, près du lieu-dit la Foutelaie, sur la D 22. Le point le plus bas (226 m) correspondait à la sortie de la Visance du territoire, au nord-est, avant la mise en eau de la retenue. La commune est bocagère.
Les stations météorologiques les plus proches sont Caen-Carpiquet (la plus proche), Alençon-Valframbert et Granville-Pointe du Roc, toutes situées entre 50 km et 70 km de Chanu. Le Mortainais et l'Ouest du bocage flérien s'en différencient toutefois nettement pour la pluviométrie annuelle qui, à Chanu, avoisine les 1 000 mm.
Les lieux-dits sont, du nord-ouest à l'ouest, dans le sens horaire, la Cour, la Chancellerie, Bellevue, le Hamel, la Pichardière, la Martinerie, la Maçonnière, la Tardivière, le Brulai, le Bourg, Visance (au nord), les Clos, le Chesnay, la Renaudière, l'Aubrière, la Guibourgère, la Flaudrière, le Petit Moulin, la Plançonnière, le Moulin de la Blaire, la Blaire, le Rocher Blais, les Nogeries, Vaubaillon, la Havasière, les Bissons, la Bullée, le Mont de la Roue (à l'est), la Polinière, Terre Neuve, le Pont Herbout, le Bourg Neuf, la Masure, les Huttereaux, la Mainfrère, la Bunodière, la Racinière, les Brousses, la Billotière, Jérusalem, la Gonfrère, la Mottinière, la Basse Métairie, la Haute Métairie, la Haie, la Besnardière, les Forgettes (au sud), les Hauts Vents, les Fontaines, la Fillière, la Thiboutière, la Lanfrère, le Moulin des Fresnayes, la Pajottière, la Maigrière, les Fresnayes, Préaux et la Foutelaie (à l'ouest).
| Tinchebray-Bocage (comm. dél. de Tinchebray, par un angle) | Landisacq                                  | Saint-Paul                               |
| Tinchebray-Bocage (comm. dél. de Saint-Cornier-des-Landes) | Chanu                                      | Saint-Paul                               |
| Tinchebray-Bocage (comm. dél. de Saint-Cornier-des-Landes) | Tinchebray-Bocage (comm. dél. de Larchamp) | La Chapelle-Biche Saint-Clair-de-Halouze |

### Hydrographie
La commune est traversée par la ligne de partage des eaux entre les bassins hydrographiques Seine-Normandie et Loire-Bretagne. Elle est drainée par la Halouze, la Visance, les Huttereaux, le Barbrelle, le fossé 01 de Hamel Dauphy, le ruisseau de L'Aubrière, le ruisseau de Noire Vallée et le ruisseau du Plessis,.
La Halouze, d'une longueur de 15 km, prend sa source dans la commune de Tinchebray-Bocage et se jette  dans la Varenne à Saint-Bômer-les-Forges, après avoir traversé six communes. 
La Visance, d'une longueur de 11 km, prend sa source dans la commune  et se jette  dans la Vère en limite de La Lande-Patry et de Caligny, après avoir traversé six communes. 
Un plan d'eau complète le réseau hydrographique : l'étang de la Visance, d'une superficie totale de 14,4 ha (4,62 ha sur la commune),.

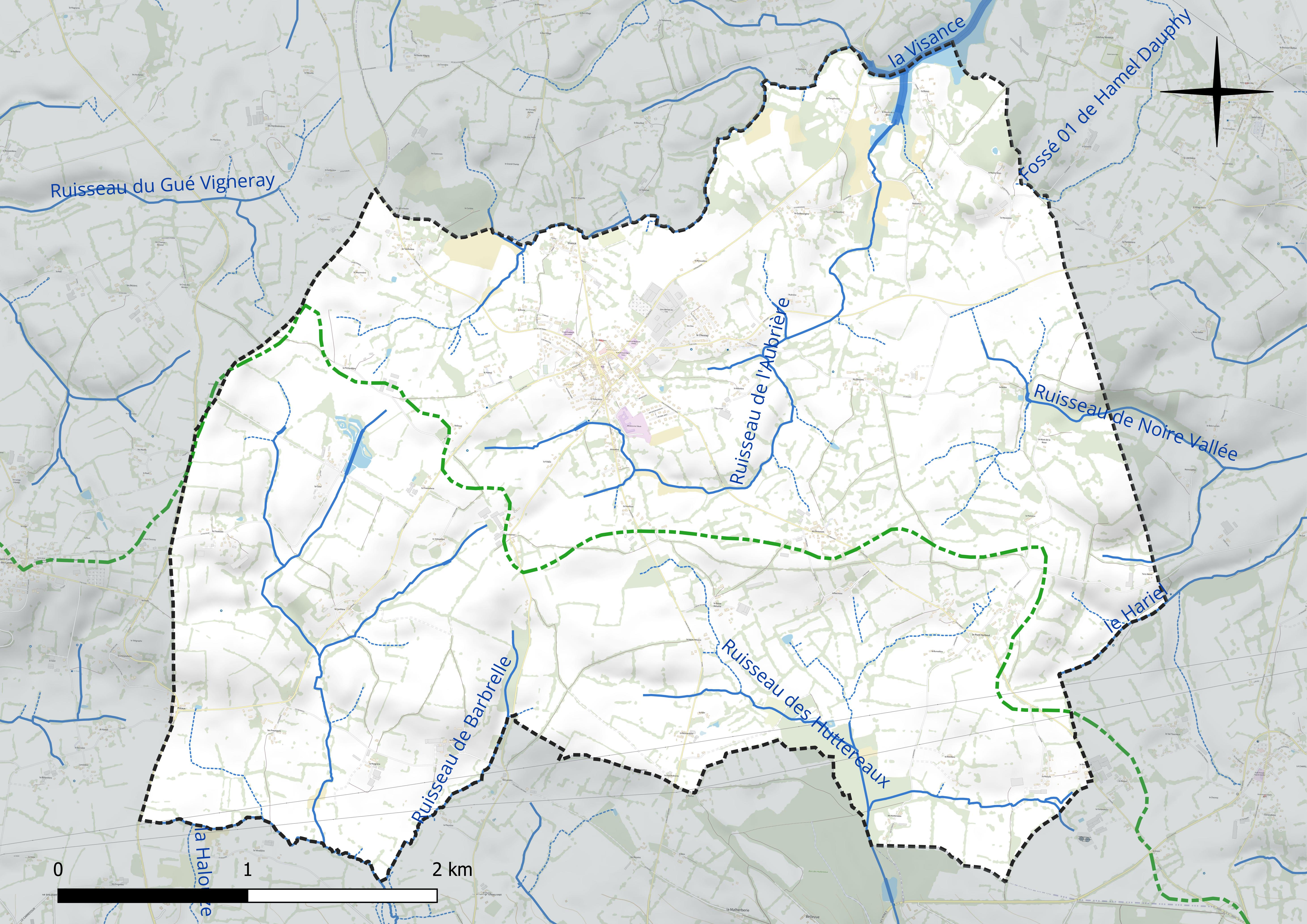
Réseau hydrographique de Chanu.

### Climat
Pour des articles plus généraux, voir Climat de la Normandie et Climat de l'Orne.
En 2010, le climat de la commune est de type climat océanique altéré, selon une étude du CNRS s'appuyant sur une série de données couvrant la période 1971-2000. En 2020, Météo-France publie une typologie des climats de la France métropolitaine dans laquelle la commune est exposée à un climat océanique et est dans la région climatique Normandie (Cotentin, Orne), caractérisée par une pluviométrie relativement élevée (850 mm/a) et un été frais (15,5 °C) et venté. Parallèlement le GIEC normand, un groupe régional d’experts sur le climat, différencie quant à lui, dans une étude de 2020, trois grands types de climats pour la région Normandie, nuancés à une échelle plus fine par les facteurs géographiques locaux. La commune est, selon ce zonage, exposée à un « climat contrasté des collines », correspondant au Bocage normand, bien arrosé, voire très arrosé sur les reliefs les plus exposés au flux d’ouest, et frais en raison de l’altitude.
Pour la période 1971-2000, la température annuelle moyenne est de 10,1 °C, avec une amplitude thermique annuelle de 13,5 °C. Le cumul annuel moyen de précipitations est de 1 055 mm, avec 14,4 jours de précipitations en janvier et 8,4 jours en juillet. Pour la période 1991-2020, la température moyenne annuelle observée sur la station météorologique la plus proche, située sur la commune d'Athis-Val de Rouvre à 16 km à vol d'oiseau, est de 10,6 °C et le cumul annuel moyen de précipitations est de 944,7 mm,. Pour l'avenir, les paramètres climatiques de la commune estimés pour 2050 selon différents scénarios d’émission de gaz à effet de serre sont consultables sur un site dédié publié par Météo-France en novembre 2022.

## Urbanisme

### Typologie
Au 1er janvier 2024, Chanu est catégorisée bourg rural, selon la nouvelle grille communale de densité à sept niveaux définie par l'Insee en 2022. Elle est située hors unité urbaine. Par ailleurs la commune fait partie de l'aire d'attraction de Flers, dont elle est une commune de la couronne,. Cette aire, qui regroupe 38 communes, est catégorisée dans les aires de 50 000 à moins de 200 000 habitants,.

### Occupation des sols
L'occupation des sols de la commune, telle qu'elle ressort de la base de données européenne d’occupation biophysique des sols Corine Land Cover (CLC), est marquée par l'importance des territoires agricoles (96,7 % en 2018), une proportion sensiblement équivalente à celle de 1990 (97,4 %). La répartition détaillée en 2018 est la suivante : prairies (73,1 %), zones agricoles hétérogènes (20,1 %), terres arables (3,4 %), zones urbanisées (3 %), forêts (0,3 %). L'évolution de l’occupation des sols de la commune et de ses infrastructures peut être observée sur les différentes représentations cartographiques du territoire : la carte de Cassini (XVIIIe siècle), la carte d'état-major (1820-1866) et les cartes ou photos aériennes de l'IGN pour la période actuelle (1950 à aujourd'hui).

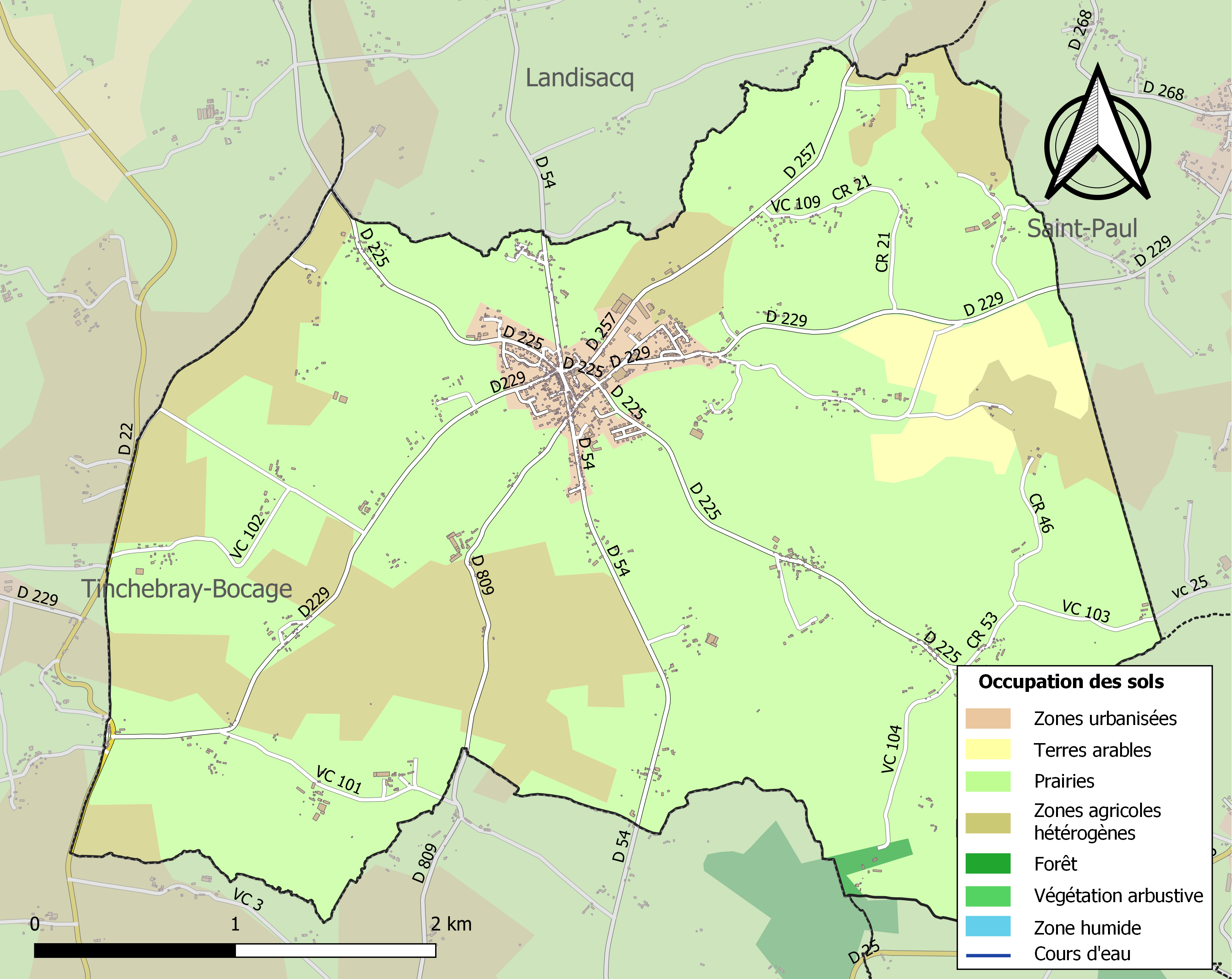
Carte des infrastructures et de l'occupation des sols de la commune en 2018 (CLC).

## Toponymie
Le nom de la localité est attesté sous la forme Chanuz en 1228,.
L'origine du toponyme n'est pas élucidée. René Lepelley émet l'hypothèse d'un lien avec le gaulois cassanos, « chêne »,.
Le gentilé est Chanusien.

## Histoire

### Les familles depuis 1325
L'église Saint-Martin de Chanu était un prieuré-cure prémontré de l'abbaye de Belle-Étoile qui possédait la seigneurie de Chanu (les deux tiers nord-est de la paroisse) et fut souvent en conflit avec les seigneurs de La Fresnaye qui possédaient le tiers sud-ouest de Chanu. Cette partition, renforcée par la géographie, se traduit dans les liaisons familiales. Si tous se rencontrent à l'église, ceux du nord-est sont tenus de porter leurs grains au moulin de la Blaire et d'assister aux assemblées d'habitants des religieux, ceux du sud-ouest utilisent le moulin des Fresnayes et paient leurs rentes seigneuriales au château.
Avant la Révolution, le fief de la Fresnaye était de la vicomté de Vire, sergenterie de Vassy et le reste de la paroisse de la vicomté de Domfront et de la sergenterie de Lonlay-l'Abbaye.

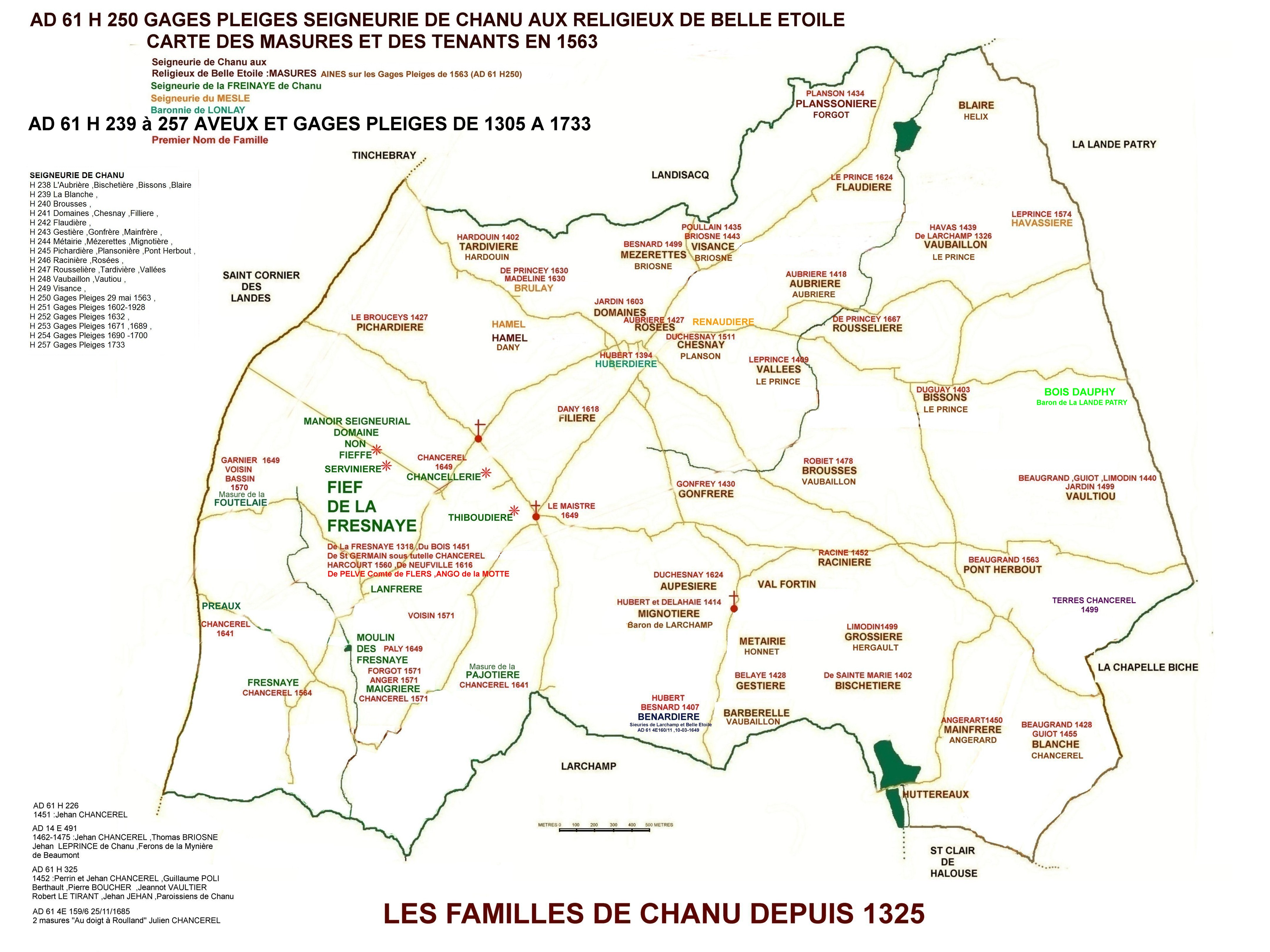
Les familles de Chanu depuis 1325.

En 1236, Mathilde de La Lande donne tout ce qu'elle possède à Chanu aux religieux de Belle-Étoile : une trentaine de masures, ensembles de maisons et terres de quelques arpents à plus de 60 hectares représentés par un aîné. Leurs noms rappellent celui de leurs propriétaires, l'Aubrière, le Chesnay, Vaubaillon, la Plançonnière… Les familles Hubert, Boucher, Planson, de Larchamp, Racine et Hélie sont présentes au XIVe siècle. Les Planson et Hélie maitrisent l'écrit et sont greffiers, tabellions et notaires. Les plus nombreux sont les Leprince qui possèdent trois masures et sont présents en 1409. Une branche devient de Princey en 1625.
Les seigneurs de la Fresnaye sont issus de puissantes familles normandes : du Bois veuve de Samoy et de Méheudin, de Saint-Germain, d'Harcourt, de Sainte-Marie, de Neufville et les comtes de Flers. De 1417 à 1450, pendant l'occupation anglaise, ils restent fidèles au roi de France et leurs biens sont confisqués. En 1451, les Anglais partis, les héritiers partagent les terres sans oublier Jehan Chancerel qui a reçu quelques gages sur les biens de la veuve de Méheudin. La Chancellerie rappelle nom de cette famille, la plus nombreuse de la seigneurie. Elle donnera deux prieurs de Chanu et un abbé de l'abbaye de Belle-Étoile. En 1589, le manoir seigneurial est attaqué, tourelles et murailles partiellement démolies, les meubles et les titres volés.
En 1795 et 1796, la chouannerie normande bouleverse le Bocage. On note plusieurs escarmouches à Chanu et la violente bataille du Val de Préaux entre les Républicains et les chouans le 15 mai 1796.
Anciennement, avait lieu un pèlerinage annuel (la Vierge était honorée sous le vocable de Notre-Dame-de-la-Route).

### Le travail du fer[39]
L'activité sidérurgique est attestée dans la baillie de Tinchebray dès le début du XIIe siècle par la présence d'un groupe de férons dans les comptes de l'échiquier de Normandie en 1180 et 1185. En 1463, Thomas Breosne, 1469, Gervais Leprince, et 1476, Jehan Chancerel de Chanu, sont férons et utilisent le minerai de la minière de Beaumont à Saint-Rémy-sur-Orne.
Être féron, c'est accomplir une double tâche de direction de la forge et de production de fer, il est l'homme sans qui le métal ne peut légalement être produit, il réduit le minerai, est maître de forge. Le métier est héréditaire, organisé et protégé. C'est un artisan très qualifié porteur de tours de mains ancestraux.
La production de fer exige une grande quantité de bois et place le féron dans la dépendance des possesseurs de forêts, le baron de Flers pour la forêt de Halouze et le baron de La Lande-Patry pour le bois Dauphy et le bois de Larchamp. En 1473, le baron de Flers a fait ouvrir une minière dans sa forêt de Halouze et dit que si les férons ne prennent de sa mine, ils n'auront pas son bois. En 1489, c'est au tour d'Alix De Larchamp, dame de La Lande Patry de s'attaquer aux privilèges des férons devant l'échiquier d'Alençon.
La Révolution du haut fourneau et la masse de capitaux qu'elle exige va être complètement maîtrisée par la noblesse soucieuse de valoriser ses forêts. En 1499, Alix De Larchamp, baronne de la Lande-Patry avoue dans la paroisse de Larchamp : mine, minière et fourneaux à faire fer.
Les férons vont faire face à cette révolution en se spécialisant dans la production de clous bien adaptée au fer cassant des forges de Larchamp et d'Halouze. En 1608, le développement de la clouterie permet la construction de la première fenderie normande à Larchamp pour fournir du fer en verges aux cloutiers. Ils utilisent la production des fenderies normandes mais aussi celle du Maine dont ils rencontrent les maîtres de forges aux foires de Domfront. La distribution dans tous l'Ouest de la France, la Bretagne en tête et jusqu'à Paris se fait par messagerie et colportage.
Les cloutiers et maîtres cloutiers se fournissant directement aux forges vont vite être remplacés par des marchands fabricants qui donnent aux cloutiers le fer en verges pour le travail de la semaine, récupèrent le produit fini contre paiement et avance de fer. Ils furent en relation avec Louis Berryer, maître de la forge de Halouze de 1648 à 1659 qui allait devenir un personnage important auprès de Colbert, gérer la forge de Chailland pour Mazarin et faire valoir par ses créatures de nombreuses forges normandes.
En 1723, la zone cloutière de Chanu et son centre de commerce Tinchebray sont d'un niveau national et dans le dictionnaire du commerce, à l'article clouterie, on lit : « en Basse Normandie, Tinchebray fournit presque autant de broquettes (petits clous) que Charleville, plus grosse par leur qualité mais moins cher ». Dans un mémoire de 1761, « Chanu est un village sur Domfront qui donne son nom à beaucoup d'autres voisins où il est consommé en clous de toutes sortes, 2 000 tonnes de fer (la production d'une quinzaine de forges de Basse-Normandie et du Maine), Chanu est la capitale du clou normand ». En 1796, pendant la chouannerie, on se bat dans les forges, un marchand, Madeline Pichardière est tué. En 1813, dans le recensement pour la « garde d'honneur » de l'Empereur, on peut mesurer la réussite des marchands fabricants, Jean Duchesnay : 1 000 FRF de rente, Jean Chancerel de la Billotière : 3 000 FRF de rente, son fils Gilles : 5 000 FRF de rente plus son commerce qui est considérable.
Vers 1826 se fondent différentes fabriques pour les serrures : Hélix et Bourdon. 27 serruriers vivent entre le Chesnaye et Pont Herbout.
En 1830, les marchands de clous se plaignent de la concurrence des pointes fines de la Manufacture de l'Aigle.
En 1831, les serruriers sont 214, 103 entre le Chesnaye et Pont Herbout et les cloutiers 118.
En 1835, la concurrence des pointes fines de l'Aigle est confirmée par les registres de la chambre consulaire de Tinchebray, le nombre des ouvriers cloutiers a diminué de moitié depuis 1789. En 1839, la clouterie entre en décadence. En 1845, les Chancerel et Delarue sont qualifiés de négociants et se diversifient, ils s'étaient au fil des générations constitués en dynasties familiales. En 1848, l'importance des capitaux accumulés permet la création à Tinchebray d'une banque chargée d'émettre des fonds au profit de l'activité commerciale du canton de Tinchebray.
En 1842, il reste quatre fabricants de clous : Delarue, Haillet, Havas et Hélix contre dix-sept fabricants de quincaillerie, serrurerie et serrures en cuivre pour la marine.
En 1856, la clouterie n'emploie plus que 89 cloutiers contre 186 serruriers. Vers 1860, Jules Delalande de Chanu va s'établir à Tinchebray et ajoute à sa fabrication, la ferronnerie d'Art. Delarchamp son successeur va continuer la même fabrication. Dans l'annuaire de l'Orne, on trouve les principaux marchands de clous forgés : Delarue, Havas, Hélix, Dugué, en 1870, Huard, en 1883 : Bourdon, Dubois, Vigournamur.
En 1905, il ne reste plus qu'un fabricant de clous : Victor Dumont, 12 cloutiers et 127 serruriers.
En 1911, monsieur Bouvet forge des objets d'Art, landiers, pelles, chandeliers, ferrures pour des armoires suivant les plans de ses clients.

### Archives
Chanu est un des rares villages où l'histoire des familles est connue depuis sept siècles grâce à l'état civil depuis 1595, le notariat 1641 avec des actes isolés depuis 1570, les archives du fief de la Fresnaye dans le chartrier du château de Flers conservé à la médiathèque de Flers, les archives départementales de l'Orne avec l'important fonds de l'abbaye de Belle-Étoile : 11 dossiers d'aveux et 11 sur les assemblées d'habitants dont celui de 1563 tenu après le pillage de l'abbaye par Jehan Chancerel pour reconstituer le patrimoine des religieux et qui donne le nom de tous les aînés et puînés, les décisions de l'assemblée.

## Politique et administration

### Administration municipale
| Période                                  | Période  | Identité         | Étiquette      | Qualité                        |
| ---------------------------------------- | -------- | ---------------- | -------------- | ------------------------------ |
| 1966                                     | 1989     | Nicolas Frebet   | SE             | Chef d'entreprise de transport |
| 1989                                     | 1995     | Phillipe Pinguet | SE             | Médecin généraliste            |
| 1995                                     | mai 2020 | Thierry Aubin    | DVD puis MoDem | Enseignant                     |
| mai 2020                                 | En cours | Michel Legalle   | SE             | Technico-commercial            |
| Les données manquantes sont à compléter. |          |                  |                |                                |

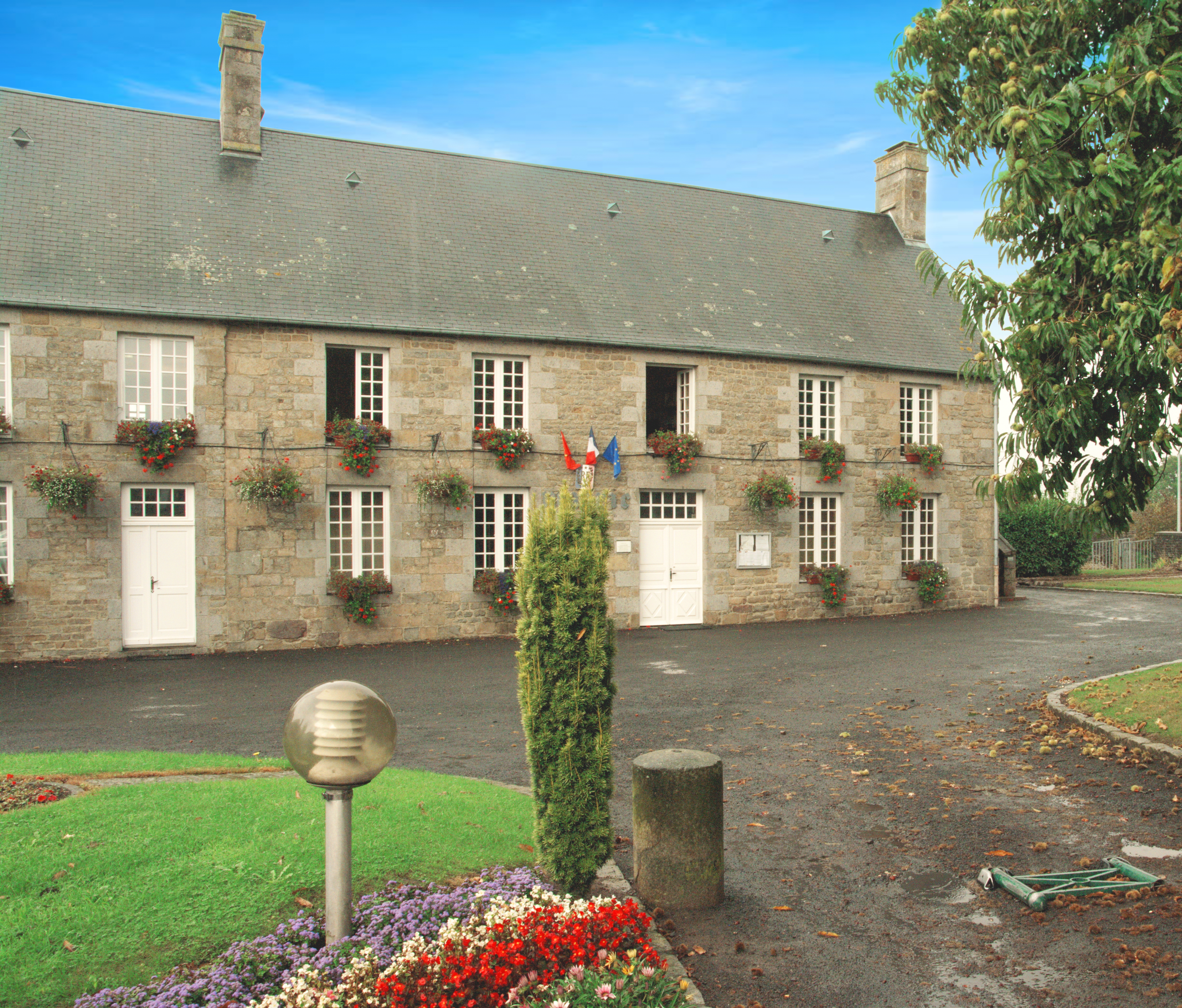
La mairie.

Le conseil municipal est composé de quinze membres dont le maire et trois adjoints.

## Démographie
L'évolution du nombre d'habitants est connue à travers les recensements de la population effectués dans la commune depuis 1793. Pour les communes de moins de 10 000 habitants, une enquête de recensement portant sur toute la population est réalisée tous les cinq ans, les populations de référence des années intermédiaires étant quant à elles estimées par interpolation ou extrapolation. Pour la commune, le premier recensement exhaustif entrant dans le cadre du nouveau dispositif a été réalisé en 2007.
En 2022, la commune comptait 1 248 habitants, en évolution de −0,87 % par rapport à 2016 (Orne : −3,21 %, France hors Mayotte : +2,11 %).
Chanu a compté jusqu'à 2 819 habitants en 1841.
| 1793  | 1800  | 1806  | 1821  | 1831  | 1836  | 1841  | 1846  | 1851  |
| ----- | ----- | ----- | ----- | ----- | ----- | ----- | ----- | ----- |
| 2 280 | 2 307 | 2 391 | 2 344 | 2 662 | 2 763 | 2 819 | 2 740 | 2 772 |

| 1856  | 1861  | 1866  | 1872  | 1876  | 1881  | 1886  | 1891  | 1896  |
| ----- | ----- | ----- | ----- | ----- | ----- | ----- | ----- | ----- |
| 2 568 | 2 617 | 2 554 | 2 472 | 2 466 | 2 451 | 2 394 | 2 145 | 1 927 |

| 1901  | 1906  | 1911  | 1921  | 1926  | 1931  | 1936  | 1946  | 1954  |
| ----- | ----- | ----- | ----- | ----- | ----- | ----- | ----- | ----- |
| 1 797 | 1 662 | 1 540 | 1 339 | 1 331 | 1 265 | 1 244 | 1 149 | 1 131 |

| 1962  | 1968  | 1975  | 1982  | 1990  | 1999  | 2006  | 2007  | 2012  |
| ----- | ----- | ----- | ----- | ----- | ----- | ----- | ----- | ----- |
| 1 135 | 1 147 | 1 141 | 1 237 | 1 189 | 1 206 | 1 268 | 1 276 | 1 277 |

| 2017  | 2022  | - | - | - | - | - | - | - |
| ----- | ----- | - | - | - | - | - | - | - |
| 1 257 | 1 248 | - | - | - | - | - | - | - |

## Économie
En 2009, le revenu fiscal médian par ménage était de 16 313 €. La population âgée de 15 à 64 ans s'élevait à 765 personnes, parmi lesquelles on comptait 72,0 % d'actifs dont 66,6 % ayant un emploi. On comptait 378 emplois dans la zone d'emploi, contre 373 en 1999. Le nombre d'actifs ayant un emploi résidant dans la zone d'emploi étant de 513, l'indicateur de concentration d'emploi est de 73,7 %, la zone d'emploi offre donc un peu moins de trois emplois pour quatre habitants actifs.

## Lieux et monuments
- Église Saint-Martin du XIXe siècle, en grès.

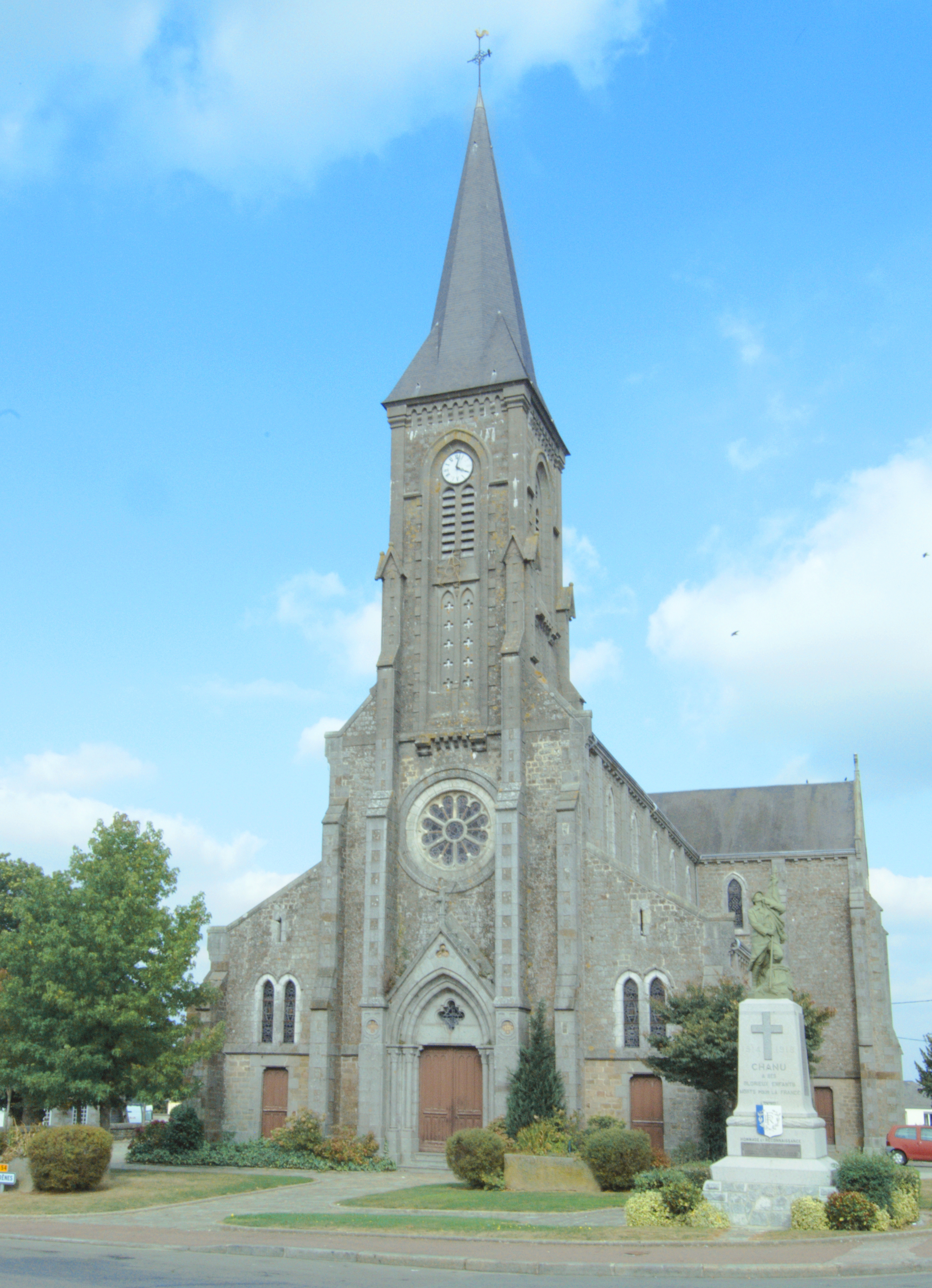
L'église Saint-Martin.

- Ancienne commanderie templière du XIIIe siècle[74].
- Moulin au hameau des Brousses.
- Moulin de la Blare : il appartenait à l'abbaye de Belle-Étoile en 1736, comme en témoigne un procès-verbal de visite effectuée par Guillaume Morin, meunier de la Riptière en Saint-Georges-des-Groseillers, et Jacques Pénin, meunier du moulin de la Ferté en Sainte-Honorine-la-Chardonne[75].
- Village de Pont-Herbout.
- Colonne de peste avec bubons, place de l'église donnée par le seigneur de la Fresnaye en 1626 après les premiers décès au Val de Préaux en 1625.

## Activité et manifestations
- La Saint-Côme, le dernier week-end de septembre, et son « Salon bois énergie ».

## Personnalités liées à la commune
Victor-Edmond Leharivel-Durocher (1806-1878), sculpteur, né et mort à Chanu.